# 張大千
張大千（1899年5月10日—1983年4月2日），本名張正權，後改名張援、張諠、张爰，小名季，字季爰，法號大千，別署大千居士、下里港人、齋名大風堂、大風起兮，男，四川內江人，祖籍廣東番禺，中華民國藝術家。因其詩、書、畫與齊白石、溥心畬齊名，故又並稱為「南張北齊」和「南張北溥」。與黃君璧、溥心畬以“渡海三家”齊名。廿多歲便蓄著一把大鬍子，成為張大千日後的特有標誌。曾與齊白石、徐悲鴻、黃君璧、黃賓虹、溥心畬、郎靜山等及西班牙立體派畫家畢卡索交流切磋。
二次大戰結束之後，多次在世界各地辦畫展，包括法國巴黎、英國倫敦、瑞士日內瓦、印度新德里、比利時、希臘、西班牙、新加坡、泰國、德國、巴西、美國及香港等地。1958年，以寫意畫《秋海棠》被紐約國際藝術學會選為世界大畫家，並榮獲金獎。1974年，獲美國加州太平洋大學名譽人文博士學位。
張大千於1949年離開中國大陸以後旅居世界各地。1976年後定居台北市。1983年，台北故居捐給國立故宮博物院成立「張大千先生紀念館」。

## 生平
1898年，張大千生於四川内江安良里。父張懷忠，早年從事教育後從政，再改鹽業。母曾友貞是天主教徒，亦是當時知名的女畫家，人称“张画花”。兄弟十人，張大千排行第八；二兄張澤，號善孖，別號虎痴，以畫虎名於世。姐張瓊枝，亦善畫，妹張敏是老么。
1907年，随姐从母习画，母曾氏善绘民间剪纸花卉。1911年，能畫山水、花鳥和人物。9月，就读内江福音堂开办的华美初等小学。1914年春，就读重庆曾家岩求精中学，秋转学江津中學。1915年春，仍回重庆求精中学就读。1916年冬，與表姊謝舜華定親。1917年，與仲兄張澤留學日本京都公平学校，學習染織技术，闲时自学繪畫。
1919年，返上海拜曾熙為師，曾熙為他取名“蝯”（省作“爰”）。在未婚妻謝舜華去世後，在江蘇松江禅定寺出家，法號大千。后来又去浙江宁波观宗寺、杭州灵隐寺, 黃元秀故居“放廬”。4月，被仲兄張澤逼迫還俗，奉母命歸川與曾慶蓉結婚。之前已先娶了二太太黄凝素。婚後重返上海從師於李瑞清，曾熙、李瑞清二師以清末遺老提倡書法、繪畫，受石濤跟八大山人的影響很深。在上海得識吳昌碩、黃賓虹、王震、馮超然、魏樂唐、吳觀岱、吳待秋、吳湖帆、鄭午昌等。
1924年，在上海首次舉行個人畫展。1925年，與其二兄張澤居於上海法租界西門路169號時，曾收藏了一幅明人張大風的《諸葛瑾像》，兩人以「大風堂」為畫室之名，收了許多弟子。這些弟子，後來被稱為「大風堂畫派」。1931年，與兄張澤一同作為唐宋元明中國畫展的代表赴日本。1932年秋，移居蘇州「網師園」。1933年，應國立中央大學校長羅家倫、藝術系主任徐悲鴻之邀，出任中大藝術系教授。1936年辭職。1938年，經上海、香港返四川，居青城山上清宮，臨摹宋元名蹟。1940年，赴敦煌臨摹歷代壁畫（2年7個月），共摹276幅，並為莫高窟重新編號。1943年，出版《大風堂臨摹敦煌壁畫》。1947年，與顏文樑、吴徵、吳湖帆等參與指導上海市美術館的籌建工作。抗戰勝利後，先後在法國巴黎、英國倫敦、瑞士日內瓦和國內各地辦畫展。
1949年，中國共產黨掌權，張大千前往台灣，不久後避居香港。1950年，應印度美術會之邀赴新德里舉行畫展，並留居印度大吉嶺，其間曾去阿旃陀石窟臨摹壁畫，以之與敦煌石窟壁畫作比較研究。在印期間所繪作品多精細工筆，且有《大吉嶺詩稿》。1951年，返回香港。翌年遷居南美洲阿根廷。1953年，再移居巴西圣保罗和摩基达斯克鲁易斯市，購地150畝，建中國式莊園「八德園」。1955年，將其藏畫在日本東京出版《大風堂名蹟》4冊。1956年，赴法國與西班牙立體派大師畢卡索會見。開始將西方立體主義的理念應用到中國傳統水墨畫上，並發展出了潑墨山水的風格。1958年，以寫意畫《秋海棠》被紐約國際藝術學會選為世界大畫家，並榮獲金獎。此後相繼在法國、比利時、希臘、西班牙、瑞士、新加坡、泰國、德國、英國、巴西、美國及香港等辦畫展。
1969年，移居美國濱海卡梅爾「環篳庵」。居美期間是張大千創作的鼎盛期。旅美期间，张大千与魏乐唐，郑月波等名家保持了数十年相知相惜的友谊。1970年，經常在國立歷史博物館舉辦畫展，並捐贈畫作108幅給該館。1972年，在美國舊金山舉辦四十年回顧展。1974年，獲美國加州太平洋大學名譽人文博士學位。

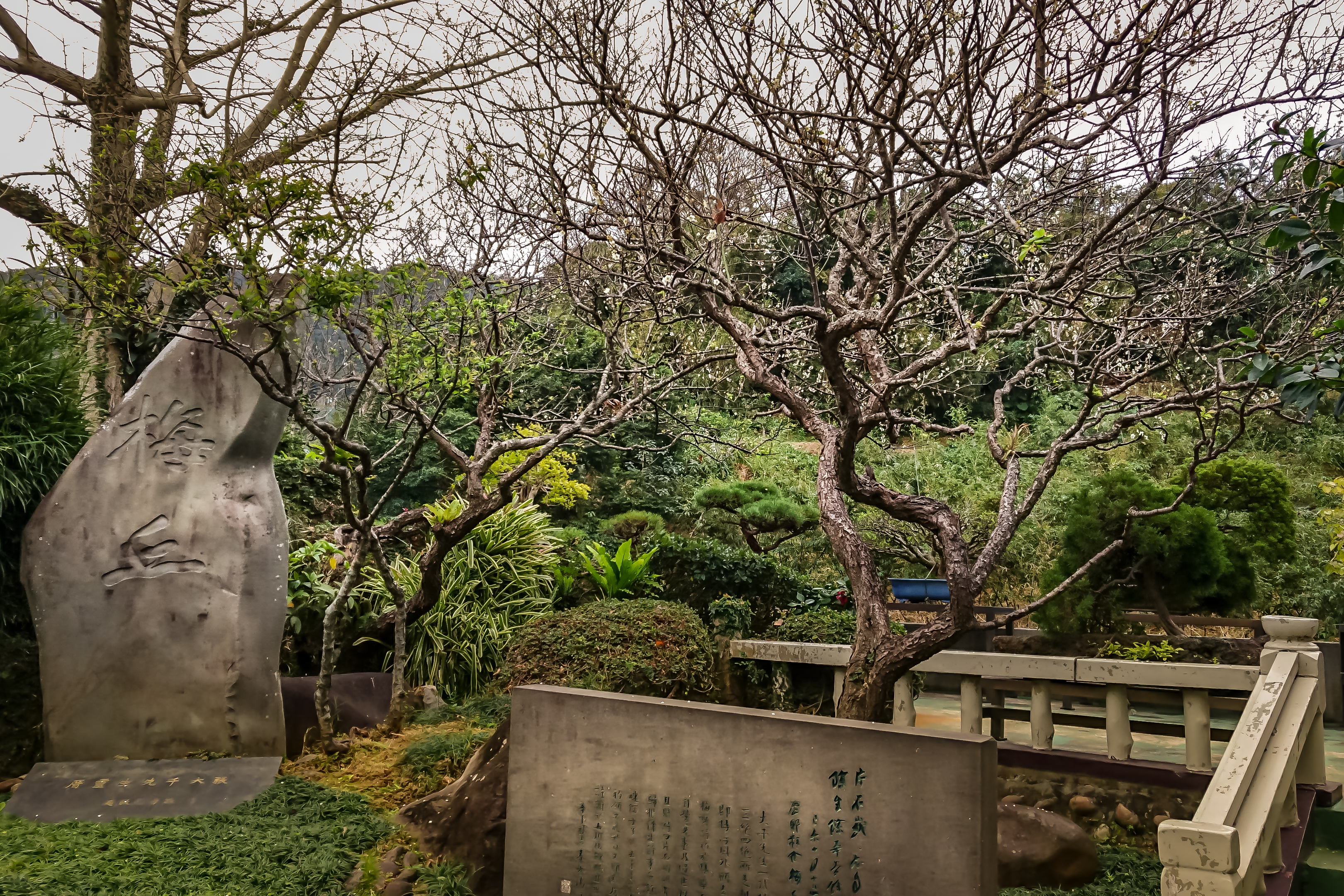
摩耶精舍梅丘

1977年，回到台灣定居在台北市外雙溪「摩耶精舍」。1979年，81歲時曾自書一聯：「獨自成千古，悠然寄一丘」，頗示心境。1982年，獲中華民國總統蔣經國頒發中正勳章。1983年，完成其一生最後一幅畫作《廬山圖》。4月2日，因心臟病復發逝世於台北，骨灰安葬於摩耶精舍後院梅丘立石下。10月，家屬將其台北故居捐給國立故宮博物院而成立「張大千先生紀念館」。

## 逸事
1927年，張大千還有一名朝鮮情人池春紅，為妓生出身，本欲納為妾，但遭父母反對，1939年因反抗日軍強姦後自殺。1935年，張大千來到北平，不久遇見“三夫人” 楊婉君，1917年生於北平。父親是一位彈月琴的藝人。自13歲登台演唱京韻大鼓，是北平城南有名的曲藝演員。1935年10月的一天，楊婉君與張大千正式結婚，但並無生育。1949年，48歲的張大千娶了大女兒張心瑞的同學，18歲的徐雯波做四太太，育有兩子兩女。张大千移居台灣後，经常到日本购买绘画用具或装裱字画，下榻横滨名园偕乐园。园主便介绍山田喜美子小姐来照顾张大千的起居生活。山田年轻貌美，颇得大千欢心，他在自己的诗中描写道：“亲辇名花送草堂，真成白发拥红妆；知君有意从君笑，笑我狂奴老更狂” ，偕乐园成了“白发红妆”的安乐窝。此后，大千每到日本，山田必陪侍左右，大千夫人徐雯波在场，也不例外，而且与之同住一栋宅院。
1998年，國立故宮博物院舉辦《張大千與畢卡索繪畫聯展》。2009年，國立歷史博物館舉辦《張大千110－書畫紀念特展》。2010年5月17日，在北京举行的中国嘉德2010春拍近现代书画专场上，张大千巨幅绢画《爱痕湖》经过近60轮叫价，以人民币一亿零八十万元的天价成交，这是中国近现代书画首次突破亿元。《爱痕湖》是1968年所作的巨幅绢本泼彩，宽76.2厘米，长264.2厘米，画面描绘的是远眺奥地利亚琛湖所见。2011年5月10日，為紀念張大千112歲誕辰，Google的中文版首頁Doodle標誌改成張大千的荷花畫作。2011年5月31日，《嘉藕圖》於香港蘇富比「梅雲堂藏張大千畫」專場以破紀錄1.9億港元成交。2013年1月21日，張大千的一幅《潑彩山水》巨作，山東濟南翰德迎春拍賣會書畫專場中，以2.5億元（人民幣．下同）的天價成交，突破過往張畫作的拍賣價，同時創出中國書畫作品的成交新高。2016年4月4日，《桃源圖》於香港蘇富比以2.7億成交，該畫高209公分、寬92.2公分，現為畫家史上第二高成交價作品。2019年4月1日，國立故宮博物院舉辦《巨匠的剪影—張大千120歲紀念大展》，其長女張心瑞、子張心澄、么女張心聲皆出席開幕記者會。2022年4月30日，張大千的《仿王希孟千里江山圖》於香港蘇富比以3.7億港元成交，創下畫家拍賣紀錄，該畫經過長達十八分鐘的激烈競投，逾五十口叫價，由亞洲私人收藏家購得。

## 代表作
- 1947年《嘉藕圖》工筆花鳥（梅雲堂舊藏）
- 1948年張大千《仿王希孟千里江山圖》金碧工筆山水[9]。該畫取王希孟《千里江山圖》為題，以沒骨、青綠、金碧，共冶一爐，乃畫家為一九四八年五月上海《張大千近作展》畫展精製，後歸上海藏家孫志飛，除一九八三年借展上海博物院及中國美術館外，未有示人，2022年於蘇富比釋出。
- 《湖畔風景》（潑彩山水圖）：張大千於1972年74歲時，於美國加州十七哩海岸(17 Mile Drive)小半島所繪之公園湖畔風景潑彩山水圖(住居環蓽盦附近)
- 《金箋峨嵋記青山中花》（潑彩山水圖）
- 1968年《春雲曉靄》潑彩山水[10]
- 1971年《可以橫絕峨嵋巔》（潑彩山水圖）
- 1973年《青城天下幽》潑彩山水圖[11]
- 1978年《長江江靜瀨船秋水釣魚》潑彩山水圖
- 1979年《闊浦遙山系列》潑彩山水圖、《摩耶精舍外雙溪》潑彩山水圖、巨幅金箋《金碧潑彩紅荷花圖》
- 1981年《台北外雙溪摩耶精舍》潑彩山水圖
- 1982年《桃源圖》潑彩山水圖[8]、《人家在仙堂》潑彩山水圖、《春雲曉靄》潑彩山水圖、大風堂作潑彩山水圖、《水殿幽香荷花圖》、《水墨紅荷圖》等作品
- 1983年《廬山圖》潑彩山水圖

## 品類
張大千的創世紀「潑墨」及「潑彩」畫法，經過數百幅真跡原作名畫的分析與比對，大致可歸納為四大類如下︰
- 〔1〕	開創於早期的「畫龍點睛（點景）式」「潑墨」及「潑彩」畫法︰仍以中國國畫之「工筆、寫意、鉤勒、設色、水墨等技法形式」為主，偶而在畫景之一角以「潑墨」及「潑彩」畫法點景之，如張大千1962年作《青城山通景屏》（潑墨）、張大千1983年作《廬山圖》（潑彩）等。
- 〔2〕	開創於中期的「粗潑細筆（寫意）式」「潑墨」及「潑彩」畫法︰改以中國國畫之「工筆、寫意、鉤勒、設色、水墨等技法形式」為輔，反而在大部份的畫紙上，以「潑墨」及「潑彩」畫法粗潑以成之。「以墨（彩）潑紙素，腳蹴手抹，隨其形狀為石、為云、為水，應手隨意，圖出云霞，染成風雨，宛若伸巧，俯觀不見其墨污之跡（見《唐朝名畫錄》）」。故「粗潑畫法」係隨「畫紙上的水流形狀之意」作成，並非是畫家之「筆意」所能確實控制自如。如張大千1968年作《瑞士奇峰》（潑墨）、張大千1966年作《瑞士紀遊》（潑彩）、張大千1966年作《愛痕湖》（潑彩）、張大千1976年作《山高水長》（潑墨）、張大千1977年作《秋山獨往》（潑墨潑彩）等。
- 〔3〕	開創於中晚期的「粗潑抽象式」「潑墨」及「潑彩」畫法︰有些仍是以中國國畫之「工筆、寫意、鉤勒、設色、水墨等技法形式」為輔。畫紙上的絕大部分作畫內容，都是以「潑墨」及「潑彩」畫法粗潑以成之。其「粗潑畫法」也是隨「畫紙上的水流形狀之意」而成，並非是畫家之「筆意」所能確實控制自如。如張大千1965年作《幽谷圖》（潑墨潑彩）、張大千1965年作《瑞士冰壑》（潑彩）、張大千1967年作《瑞士雪山》（潑彩）、張大千1972年作《春山積雪》（潑墨潑彩）等。
- 〔4〕	開創於晚期的「細潑細筆式」「潑彩」畫法︰雖然有些仍是以中國國畫之「工筆、寫意、鉤勒、設色、水墨等技法形式」為輔，但卻已經「惜筆如金」。畫紙上的絕大部分作畫內容，都是以「潑彩」畫法細潑細筆以成之。這種畫法之困難度極高，因為畫家必須控制「潑彩渲染度」就如同手握「細筆」一般，不論是色彩之調合度與筆意，皆必須是「意到即筆到（潑到）」恰到好處，絲毫不容許有任何差錯，連作畫用紙之渲染度皆必須拿捏精準，完全無法「既然粗略潑之，即大概以成之。」。因為此種畫法相當耗時又耗工，沒有數十年的「潑墨」及「潑彩」畫功及足夠經驗，他人根本就是無法臨摹仿潑之，否則只是糟蹋浪費自己的畫紙與顏料而已。因此成品並不多，見世作品也不多，因為張大千大都是以此種畫作成品贈送予國民黨黨國元老們欣賞居多。如張大千1978年（80歲）作《台灣橫貫公路合歡山鳥瞰金碧潑彩山水圖》（潑彩） （页面存档备份，存于）、張大千1981年（83歲）作《夢入靑城天下幽人間仙境圖》（潑彩） （页面存档备份，存于）、張大千1982年（84歲）作《人家在仙堂潑彩山水圖》（潑彩） （页面存档备份，存于）等。

## 評價
- 齐白石：“一笔一画，无不意在笔先，神与古会。”
- 徐悲鸿：1936年，上海中華書局出版《張大千畫集》，徐悲鴻作序，推譽“五百年來一大千”。

## 弟子
張大千弟子多人，蔣中正夫人蔣宋美齡也曾與張大千習畫，而有成就者有余作賦、方召麐、陳從周、孫家勤、楊恩典、吳松峰、王永年、曹大鐵、何海霞、謝伯子、俞致貞、胡力、黃獨峰、胡若思、慕凌飛、胡爽盦、劉力上、汪德祖、吳青霞、王康樂、糜耕雲、厲國香、龍國屏、梁樹年、賴昌意、蕭建初、趙蘊玉、謝臨風、李深海、孫云生、胡夢痕、胡立、雷良玉、方天寶等人。

## 敦煌壁畫
张大千在敦煌临摹壁画时，因为喜欢早期的壁画，而把外层的晚期壁画剥去，使壁画遭到破坏。除此之外，為了提高临摹的準確性，直接用紙張或油泡紙貼在壁画临摹，導致壁画受損。而且还在壁画上题跋，破坏了壁画的原貌。後來，敦煌研究院的兩任院長常書鴻及段文傑先生都禁止使用這種方法临摹。
2001年與2017年，張大千的畫作在澳門展出。其中包括了四川博物院收藏的張大千赴敦煌臨摹壁畫之作品，以及赴敦煌前後時期之山水、人物作品，白描畫稿，書信，以及其自刻與使用的印章。